# ریفکا لودایزن
ریفکا لودایزن (انگلیسی: Rifka Lodeizen؛ زادهٔ ۱۶ اکتبر ۱۹۷۲) بازیگر اهل پادشاهی هلند است.
از فیلم‌ها یا برنامه‌های تلویزیونی که وی در آن نقش داشته‌است می‌توان به سیمون، استان اشاره کرد.